# In Dreams: The Greatest Hits
In Dreams: The Greatest Hits è un album in studio del cantante statunitense Roy Orbison, pubblicato nel 1987.

## Tracce
- Side 1

1. Only the Lonely (Roy Orbison, Joe Melson) – 2:25
2. Leah (Orbison) – 2:43
3. In Dreams (Orbison) – 2:51
4. Uptown (Orbison, Melson) – 2:11
5. It's Over (Orbison, Bill Dees) – 2:49

- Side 2

1. Crying (Orbison, Melson) – 2:46
2. Dream Baby (Cindy Walker)  – 2:35
3. Blue Angel (Orbison, Melson) – 2:50
4. Working for the Man (Orbison) – 2:49
5. Candy Man (Beverly Ross, Fred Neil) – 2:50

- Side 3

1. Running Scared (Orbison, Melson) – 2:11
2. Falling (Orbison) – 2:22
3. I'm Hurtin' (Orbison, Melson) – 2:43
4. Claudette (Orbison) – 2:33

- Side 4

1. Oh, Pretty Woman (Orbison, Dees) – 2:59
2. Mean Woman Blues (Claude Demetrius) – 2:27
3. Ooby Dooby (Wade Moore, Dick Penner) – 2:22
4. Lana (Orbison, Melson) – 2:50
5. Blue Bayou (Orbison, Melson) – 2:51

## Formazione
- Roy Orbison – voce, chitarra
- Dean Parks – chitarra
- Dennis Belfield – basso
- Robert Irving III – sintetizzatore
- Michael Utley – tastiera
- Paul Leim – batteria
- Tommy Morgan – armonica
- Sid Page – archi
- David Woodford – sassofono
- Joe Chemay, Rita Coolidge, Linda Dillard, Jim Haas, Jon Joyce, Gene Morford, Carole Parks – cori